# 科里欽齊
49°12′2″N 27°35′46″E / 49.20056°N 27.59611°E
科里欽齊（烏克蘭語：Коричинці）是位於烏克蘭西部的村莊，由赫梅利尼茨基州裡赫梅利尼茨基區的沃夫科溫齊市鎮負責管轄。該村始建於1431年，面積4平方公里，海拔高度356米，2001年人口768，人口密度每平方公里192.2人。